# کامشا هیرستون
کامشا هیرستون (انگلیسی: Kamesha Hairston؛ زادهٔ ۱۸ اوت ۱۹۸۵) بازیکن بسکتبال اهل ایالات متحده آمریکا است.